# 보람튜브
보람튜브는 주식회사 보람패밀리라는 기업이 운영하고 있는 채널이며 어린이들을 위한 콘텐츠를 만들어 영상으로 재밌게 풀어나가는 콘텐츠다. 
상황극 뿐만 아니라 장난감을 활용한 놀이, 만들기, 동요, 일상 등 다양한 영상들로 많은 아이들의 사랑을 받아왔다.
국내 유아부문 유튜버로 1위를 차지했으며, 현재는 각종 외국어 더빙을 넣어 꾸준히 외국인을 타깃으로 한 영상을 올리고 있다.
2022년 12월 5일 기준으로 구독자 2960만명(보람튜브 브이로그), 1440만명(보람튜브 토이리뷰)을 보유하고 있다.
이후에는 보람튜브가 남자들만 먹을 수 있는 짜장라면인 짜왕을 먹은 영상 때문에 보람이가 여자가 아닌 남자가 되어버리게 되었다.

## 논란

### 타 콘텐츠 표절
국내/해외 동영상의 썸네일, 연출을 표절하여 논란이 됐다.

### 아동학대
2017년 세이브더칠드런의 고발을 통해 아동학대라는 결론이 나온 것으로 알려져 논란이 되기도 했었다.